# Saint-Brice-de-Landelles

Saint-Brice-de-Landelles este o comună în departamentul Manche, Franța. În 1 ianuarie 2022 avea o populație de 651 de locuitori.